# Rob Jansen
Rob Jansen (Den Haag, 14 december 1955) is een Nederlands ondernemer en spelersmakelaar in het betaald voetbal. 
Jansen, een zoon van Karel Jansen, was in 1978 de eerste Nederlandse spelersmakelaar met een UEFA-licentie. Hij was tot 1995 werkzaam bij de door zijn vader opgerichte VVCS. Hierna dreef hij, eerst met zijn vader, tot eind 2014 het bedrijf Sport-Promotion toen het bedrijf verder ging als de Nederlandse tak van het Amerikaanse sportpromotiebedrijf Wasserman. Jansen werd hiervan de CEO. Hij behartigde de belangen van onder meer Phillip Cocu, Dennis Bergkamp, Dirk Kuijt, Roy Makaay, Mark van Bommel en Edwin van der Sar. In 2017 verscheen het boek Deal: Met Rob Jansen achter de schermen van het topvoetbal van Michel van Egmond.
Sinds 2023 is Jansen een van de vaste gasten van de podcast KieftJansenEgmondGijp.